# Hemiphractus scutatus
Hemiphractus scutatus är en groddjursart som först beskrevs av Johann Baptist von Spix 1824.  Hemiphractus scutatus ingår i släktet Hemiphractus och familjen Hemiphractidae. IUCN kategoriserar arten globalt som livskraftig. Inga underarter finns listade i Catalogue of Life.